# Biskupi witebscy
Biskupi witebscy – biskupi diecezjalni diecezji witebskiej.

## Biskupi

### Biskupi diecezjalni
| Lata urzędowania | Biskup | Biskup          | Uwagi |
| ---------------- | ------ | --------------- | ----- |
| 1999–2013        |        | Władysław Blin  |       |
| od 2014          |        | Oleg Butkiewicz |       |